# Archidiecezja Bari-Bitonto
Archidiecezja Bari-Bitonto (łac. Archidioecesis Barensis-Bituntina, wł. Arcidiocesi di Bari-Bitonto) – archidiecezja metropolitalna Kościoła łacińskiego w Apulii we Włoszech. Biskupstwo w Bari zostało ustanowione w IV wieku, zaś w VI wieku zostało podniesione do rangi archidiecezji. Podczas reformy administracyjnej Kościoła włoskiego we wrześniu 1986 ówczesna archidiecezja Bari-Canosa została połączona z istniejącą od 1982 roku diecezją Bitonto, co dało początek archidiecezji Bari-Bitonto w dzisiejszych granicach.

## Główne świątynie
- Archikatedra: Bazylika archikatedralna św. Sabiny w Bari
- Konkatedra: Konkatedra Matki Bożej Wniebowziętej w Bitonto
- Bazylika papieska: Bazylika św. Mikołaja w Bari
- Bazyliki mniejsze:
  - Bazylika Matki Bożej del Pozzo w Capurso
  - Bazylika świętych Kosmy i Damiana w Bitonto
  - Bazylika św. Fary w Bari

## Arcybiskupi (od 1986)
- Andrea Mariano Magrassi OSB (1986–1999)[a]
- Francesco Cacucci (1999–2020)
- Giuseppe Satriano (od 2020)